# Circuito Monteblanco
El circuito Monteblanco es un autódromo situado en el término municipal de La Palma del Condado, Provincia de Huelva, Andalucía, España, a los pies de la Autopista del Quinto Centenario (A-49, E-1).
La distancia con Huelva capital es de 30 km, con la capital andaluza, Sevilla, es de 50 kilómetros y de unos 40 minutos de su aeropuerto. De la capital del Algarve portugués, Faro, el circuito dista 150 kilómetros aproximadamente y unos 85 minutos hasta su aeropuerto internacional.

## Características

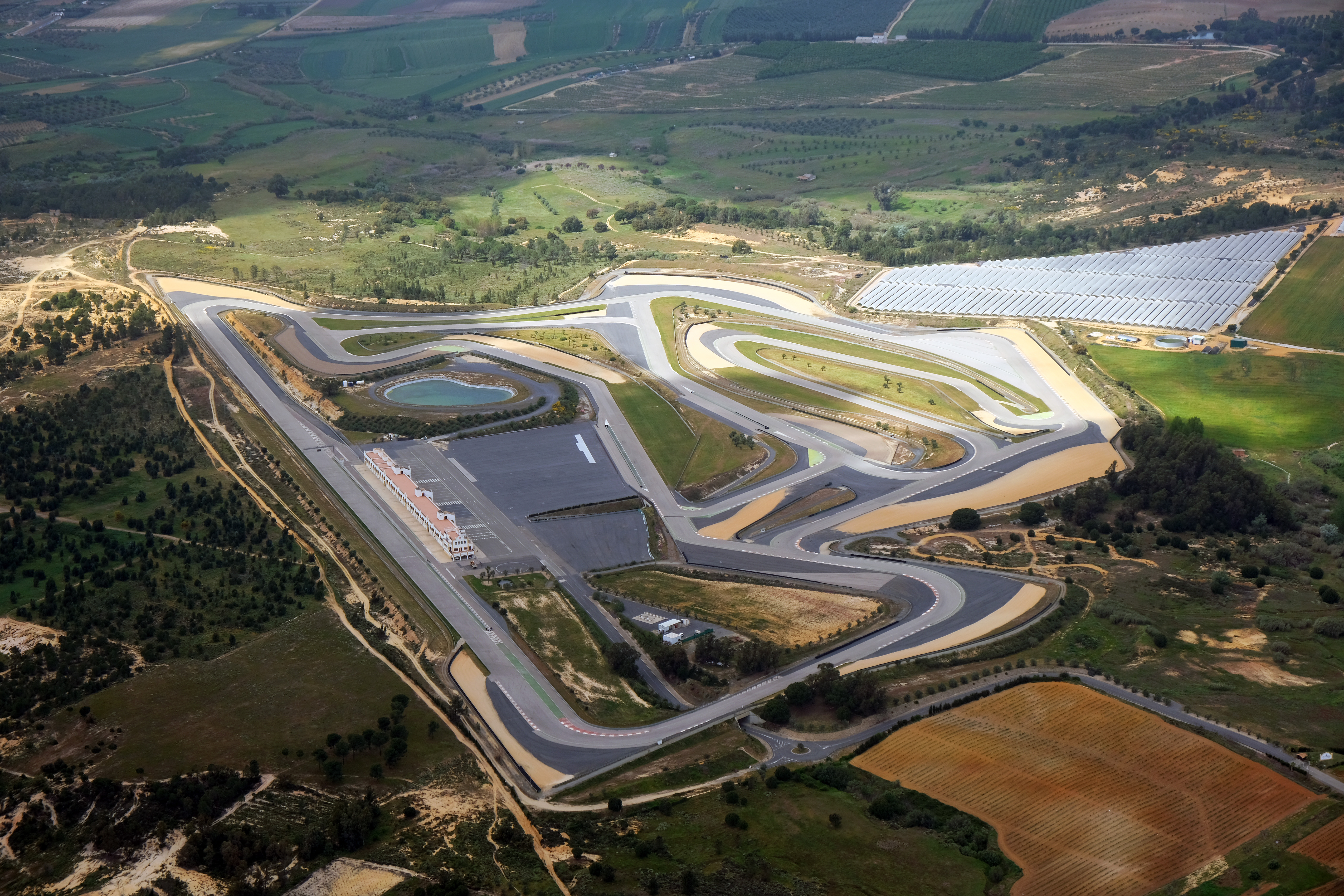
Imagen aérea del circuito

### Trazado
Las características más innovadoras del Circuito Monteblanco son sus 26 variantes de pista y 12 combinaciones para el uso de 2 pistas de forma simultánea, haciéndolo especialmente interesante para la optimización de programas de entrenamientos.
El trazado principal es la variante más larga posible (4432 m), que tiene 18 curvas (11 derechas y 7 izquierdas). Sin embargo, casi nunca se ha utilizado para competición oficial, siendo la variante más utilizada la que mide 3926 metros y tiene 15 curvas. La anchura media es de 13 metros para todo el recorrido y de 15 m en la recta, la cual mide 1 km.

### Homologaciones
Monteblanco contó con varias homologaciones internacionales como:
- FIA Tipo 2, para carreras internacionales hasta Fórmula 1 y sport prototipos.
- FIA T1, para entrenamientos y pruebas de Fórmula 1.